# Марцелій Паливода

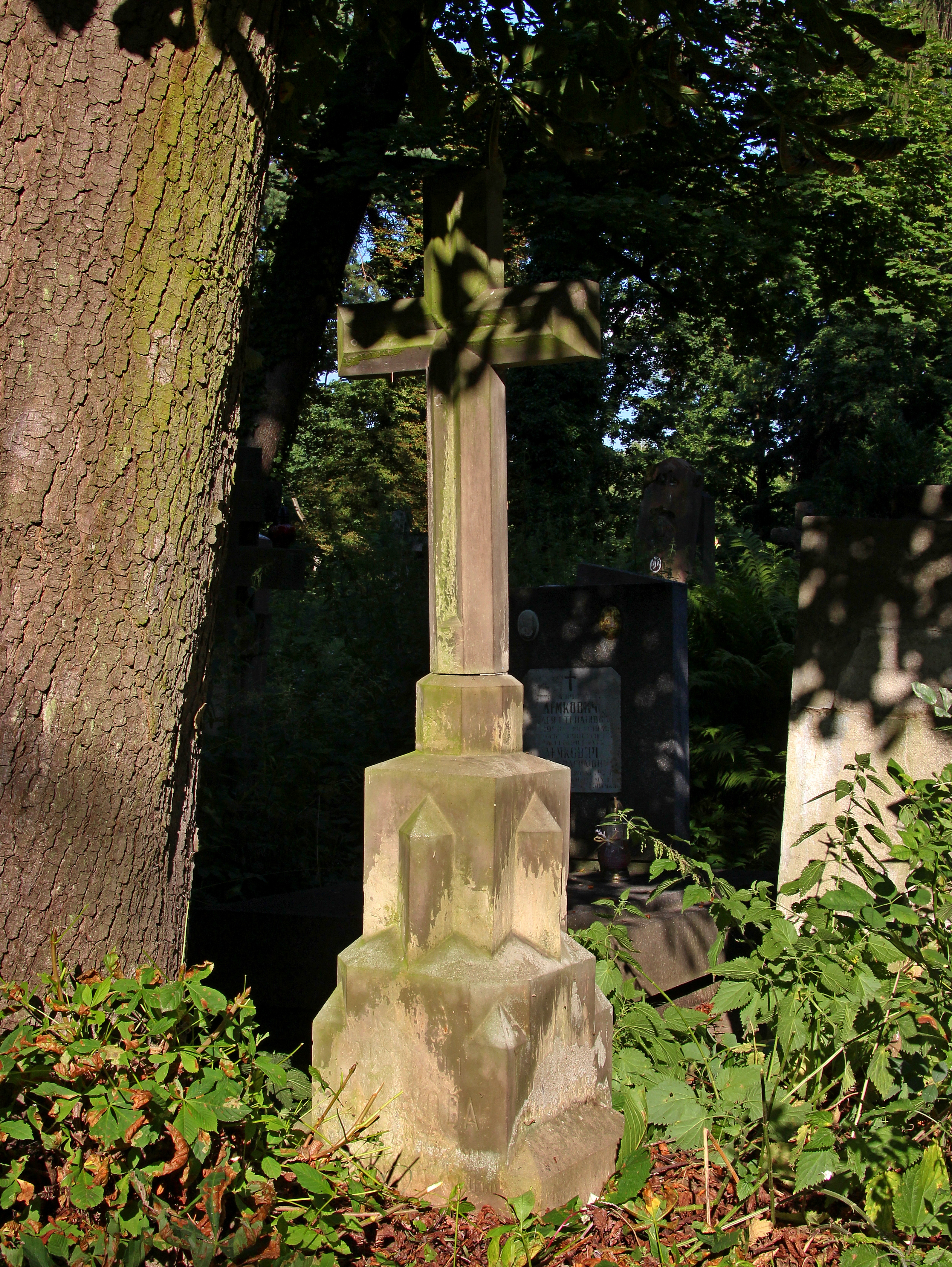

Марцелій Паливода (пол. Marceli Paliwoda; 1840 — 10 липня 1895, Львів) — львівський римо-католицький священник, доктор богослов'я, педагог, професор канонічного права, ректор Львівського університету (1892—1893).

## Життєпис
Богословські студії завершив у Львівському університеті, священичі свячення отримав у 1864 році. Був вікарієм на парафії у Бібрці, потім (від 1865 року) на парафії Матері Божої Сніжної у Львові. Виконував функції префекта студій у Львівській латинській духовній семінарії. 1867 року став ад'юнктом на богословському факультеті Львівського університету, а в 1869—1870 академічному році захистив докторат з богослов'я. Був першим габілітованим доктором у галузі австрійського церковного права, від 1872 року — доцент. Його лекції з канонічного права поширювалися у формі підручника-скрипту «Praelectiones ex iure canonico singulari habito respectu ad dispositiones civiles Imperii Austriaci» (1876), пізніше кількаразово апробованого до навчання (у 1889 році додано проблематику греко-католицького обряду) і використовуваного до кінця існування Австро-Угорської імперії. Одне із видань цього підручника опрацював уже по смерті Паліводи його наступник на кафедрі о. Блажей Яшовський.
Першим у Львівському університеті провадив надзвичайні публічні лекції, які однак не мали широкого успіху через те, що були виголошені латинською мовою. Виконував одночасно обов'язки в Митрополичій курії, де був секретарем Митрополичого суду в подружніх справах (1874), радником консисторії, асесором Митрополичого суду (1877). Крім того надалі зберіг посаду префекта семінарії. У Львівському університеті в 1877 році іменований надзвичайним професором, а в 1884 році — звичайним професором. У 1886—1887 академічному році був деканом богословського факультету (1887—1888 — продекан), а 1892—1893 — ректором університету (1893—1894 — проректор). Як делегат від богословського факультету засідав у академічному сенаті університету, більш того був членом урядової комісії з екзаменування правників та істориків. З огляду на численні обов'язки практично не публікувався (окрім згаданого скрипту видав лише кілька проповідей).
Помер 10 липня 1895 року у Львові, похований на 62 полі Личаківського цвинтаря.